# Edward Rennie
Edward Henry Rennie (19 août 1852 – 8 janvier 1927) est un chimiste australien. Il est pendant un temps président de la Royal Society of South Australia (en), de 1886 à 1889 et de 1900 à 1903, et vice-président de 1903 à 1919.

## Biographie
Rennie est né dans le quartier de Balmain, Sydney, le 19 août 1852. Il est le fils aîné d'Edward Alexander Rennie (qui deviendra par la suite Auditeur Général). Edward Rennie fait sa scolarité à l'école publique Fort Street, à la Sydney Grammar School (en), et à l'université de Sydney où il obtient un B. A. en 1870 et une M. A. en 1876. Il y est influencé par Archibald Liversidge. Il enseigne par la suite à la Sydney Grammar School pendant cinq ans et dans un lycée de à Brisbane, le Brisbane Grammar School (en), pendant environ 18 mois. Il se rend ensuite à Londres pour étudier la chimie,.

## Carrière scientifique
Edward Rennie est l'assistant du docteur C. R. Alder Wright dans le département de chimie de l'école de médecine hospitalière de St Mary's pendant deux ans. Il enseigne au Royal College of Science à South Kensington, et obtient son doctorat en 1881. De retourner en Australie en 1882, il travaille durant deux ans dans le département d'analyse du gouvernement à Sydney, puis devient professeur de Chimie à l'université d'Adélaïde (Angas Professor of Chemistry (en)) en février 1885. Il le reste plusieurs années, travaillant dans des conditions précaires. Il s'investit dans l'organisation de l'université. Il est membre de son conseil de 1889 à 1898. Il démissionne cette année, devant quitter l'Australie une année, étudiant le développement des productions chimiques. Il est à nouveau membre du conseil à partir 1909, jusqu'à sa mort. de 1924 à 1926, il est vice-chancelier de l'université. Il est également un membre actif du conseil de l'école des mines. Pendant 36 ans, il est membre du conseil de la Royal Society of South Australia (en), qu'il préside de 1886 à 1889 et de 1900 à 1903, et vice-préside de 1903 à 1919. Il fut un temps président de l'Australian Chemical Institute et président du comité étatique du conseil des sciences et de l'industrie du Commonwealth. En août 1926, il est élu à l'un des postes scientifiques les plus prestigieux d’Australie, devenant président de l'Australasian Association for the Advancement of Science (en). Il est aussi membre de la Chemical Society de Londres, de celle de Berlin, et de l' Institut des chimistes de Grande-Bretagne et d'Irlande (Institute of Chemists of Great Britain and Ireland). Une médaille commémorative en son honneur a été instituée par le Royal Australian Chemical Institute. Elle est remise chaque année à un chercheur en chimie, pour des travaux de début de carrière remarquables,.

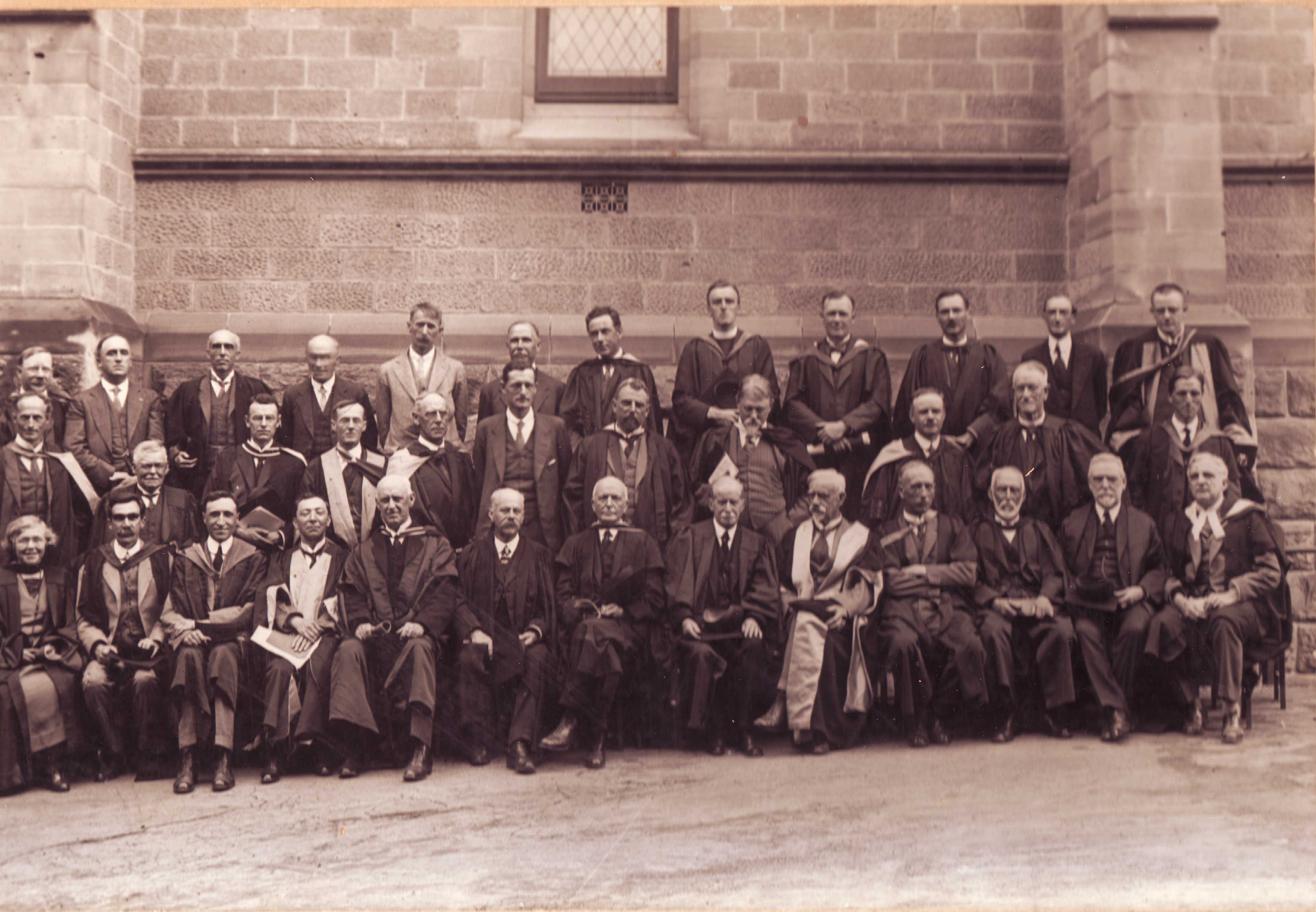
Edward Rennie au conseil de l'université d'Adélaïde (troisième au premier rang en partant de la droite). On peut aussi apercevoir Helen Mayo, au premier rang, tout à gauche.

Il meurt subitement à Adélaïde, le 8 janvier 1927, alors qu'il exerce encore ses fonctions universitaires. Il était marié à une fille du Docteur Cadell de Sydney, qui lui a survécu. Ils ont un fils, E. J. C. Rennie, maître de conférences en ingénierie à l'université de Melbourne, et deux filles.